# Fokalisierung
Fokalisierung ist ein von Gérard Genette im Jahr 1972 geprägter Begriff aus der Erzähltheorie, der das Verhältnis zwischen dem Wissen eines Erzählers und dem einer Figur beschreibt. Genette unterscheidet dabei drei Fälle: Bei der Nullfokalisierung sagt der Erzähler mehr als jede der Figuren weiß; bei der internen Fokalisierung sagt er genau das, was eine der Figuren weiß; bei der externen Fokalisierung sagt er weniger, als die Figur weiß. Die Fokalisierung ist unabhängig von der Erzählperspektive.
Genette geht nicht davon aus, dass sich literarische Werke immer eindeutig einem der drei Fokalisierungstypen zuordnen lassen. Im Laufe eines Werkes kann sich die Fokalisierung ändern; außerdem sind bestimmte Fokalisierungstypen nicht immer voneinander unterscheidbar. So lässt sich etwa die Nullfokalisierung nicht scharf abgrenzen von einer variablen internen Fokalisierung, bei der in schnellem Rhythmus die Bezugsfigur wechselt. Außerdem kann die interne Fokalisierung durch eine Figur ebenso als eine externe Fokalisierung auf andere Figuren aufgefasst werden.

## Nullfokalisierung
Die Nullfokalisierung  (oder unfokalisierte Erzählung) tritt auf, wenn sich ein Text eines allwissenden Erzählers bedient, der Einblick in die Gedanken und Gefühle jeder seiner Figuren hat und Zusammenhänge beschreibt, von denen die einzelnen Figuren nichts wissen. Diese Erzählform ist beispielsweise im Roman des 19. Jahrhunderts weit verbreitet. In jüngerer Zeit wurde Genettes Begriff von der Nullfokalisierung teilweise kritisiert. Da ein Erzähler grundsätzlich einen gewissen Horizont hat und nie als absolut objektive Instanz angenommen werden kann, ist es möglich, die Nullfokalisierung nur als hypothetisches Konstrukt anzusehen.
Ein Textabschnitt ist genau dann als „nullfokalisiert“ zu bezeichnen, wenn sich das Erzählte nicht aus einer klar identifizierbaren Perspektive ableiten lässt. „Klar identifizierbar“ ist eine Textpassage immer dann, wenn sie intern oder extern fokalisiert wurde.

## Interne Fokalisierung
Bei der internen Fokalisierung wird stark aus dem Blickwinkel einer einzelnen Figur heraus erzählt, wobei Zusammenhänge, von denen diese Figur nichts weiß, auch nicht erzählt werden. Dies darf jedoch nicht mit der Erzählung in der ersten Person gleichgesetzt werden; diese ist zwar ein häufiges Anwendungsfeld der internen Fokalisierung, bei Erzählungen in der dritten Person kann sie jedoch ebenso auftreten. Extremformen der internen Fokalisierung sind der innere Monolog und der Bewusstseinsstrom. Genette unterscheidet wiederum drei verschiedene Typen der internen Fokalisierung, die feste (bei der eine Erzählperspektive niemals verlassen wird), die variable (bei der die Person wechselt, durch die fokalisiert wird) und die multiple (bei der ein einziges Ereignis aus der Sichtweise verschiedener Personen erzählt werden kann, etwa im Briefroman). Die Figur, durch die fokalisiert wird, wird gemeinhin mit dem englischen Begriff Focalizer bezeichnet.
Ein Textabschnitt kann dann als „intern fokalisiert“ bezeichnet werden, wenn das Erzählte aus der Perspektive einer Figur präsentiert wird.

## Externe Fokalisierung
Bei der externen Fokalisierung schließlich hat der Erzähler keinen Einblick ins Innenleben einer Figur und beschreibt nur ihre Handlungen. Für den Leser bleiben diese Handlungen dann zunächst unverständlich. Der Erzähler (≠ Autor) kennt das Innenleben von keiner einzigen Figur.
Ein Textabschnitt kann dann als „extern fokalisiert“ bezeichnet werden, wenn sie von Figuren handelt, aber keine direkten Informationen über deren Mentalität oder mentalen Zustände aufweist.

## Kritik und Weiterentwicklung des Begriffs
Mieke Bal kritisiert das Modell Genettes und erweitert es um einige Begriffe. Ihre Kritik bezieht sich insbesondere auf die „externe Fokalisierung“ und die „Nullfokalisierung“, da nicht-fokalisierte Passagen nie ohne den Einfluss subjektiver Perspektiven (wie Einstellung, Stimmung oder Einschränkung des Sichtfeldes) beständen. Sie schlägt daher vor, externe und Nullfokalisierung unter dem Begriff „externe Fokalisierung“ zusammenzufassen. Nach ihrer Erzähltheorie ist damit eine externe Fokalisierung die Perspektive einer Instanz innerhalb der Geschichte, die sich aber noch nicht zwangsläufig in einer Figur befinden muss.